# Музей ісламського мистецтва (Каїр)
Музей ісламського мистецтва (англ. Museum of Islamic Art, MIA; араб. متحف الفن الاسلامى) — музей у Каїрі, Єгипет, вважається одним із найвизначніших музеїв світу. Його колекція містить унікальні зразки рідкісних виробів з дерева та гіпсу, а також металеві, керамічні, скляні, кришталеві та текстильні експонати різних періодів з усього ісламського світу.
У музеї експонується близько 4500 артефактів у 25 залах, однак загальна кількість експонатів перевищує 100 000, решта зберігається у фондах. Колекція містить рідкісні рукописи Корану, зокрема з каліграфією, написаною срібним чорнилом на сторінках із витонченими рамками.
Музей проводив археологічні розкопки в районі Фустат і організовував низку національних та міжнародних виставок. У 2003 році заклад закрили на реконструкцію, яка тривала 8 років. Музей відкрився у серпні 2010 року після реставрації, що коштувала майже 10 мільйонів доларів США.

## Історія
Попри те, що в Каїрі ще у 1858 році створили Департамент старожитностей Єгипту та відкрили Єгипетський музей, ісламське мистецтво залишалося недооціненим. Хедив Ісмаїл-паша схвалив пропозицію створити музей ісламського мистецтва у дворі мечеті Бейбарс, проте її втілили тільки 1880 року, коли хедив Тауфік доручив Міністерству вакуфів (араб. الأوقاف — Awqaf) його створення.
Австрійський науковець угорського походження Юліус Франц, який очолював технічний відділ Міністерства вакуфів, запропонував у 1881 році розмістити музей у зруйнованій мечеті фатімідського халіфа аль-Хакіма, що була поряд із Баб аль-Футух. У східній аркаді мечеті облаштували галерею, яка спочатку містила 111 архітектурних елементів, взятих з інших пам'яток.
Того ж року справу музею суттєво покращило створення Хедивом Тауфіком «Комітету арабських старожитностей», який опікувався музеєм, забезпечував його експонатами та охороняв пам'ятки. У 1884 році у дворі мечеті звели двоповерхову споруду для розміщення колекції, що вже налічувала 900 експонатів. Персонал музею складався лише з одного куратора та сторожа.
У 1887 році на посаду керівника музею призначили австро-угорського архітектора Макса Герца, який ініціював численні зміни. Він запропонував назву «Галерея арабських старожитностей» (араб. دار الآثار العربية — Dar Al-Athar Al-Arabiya). До 1895 року колекція налічувала 1641 експонат, тож приміщення музею стало затісним. У 1899 році заклали фундамент нової, просторішої будівлі в районі Баб-ель-Халк у Каїрі.
Нинішню будівлю музею, спроєктовану італійським архітектором Альфонсо Манескало, завершили 1902 року в неомамлюкському стилі. Верхній поверх будівлі займала Національна бібліотека. Стару будівлю музею в мечеті аль-Хакіма знесли в 1970-х роках під час її реконструкції.

## Архітектура

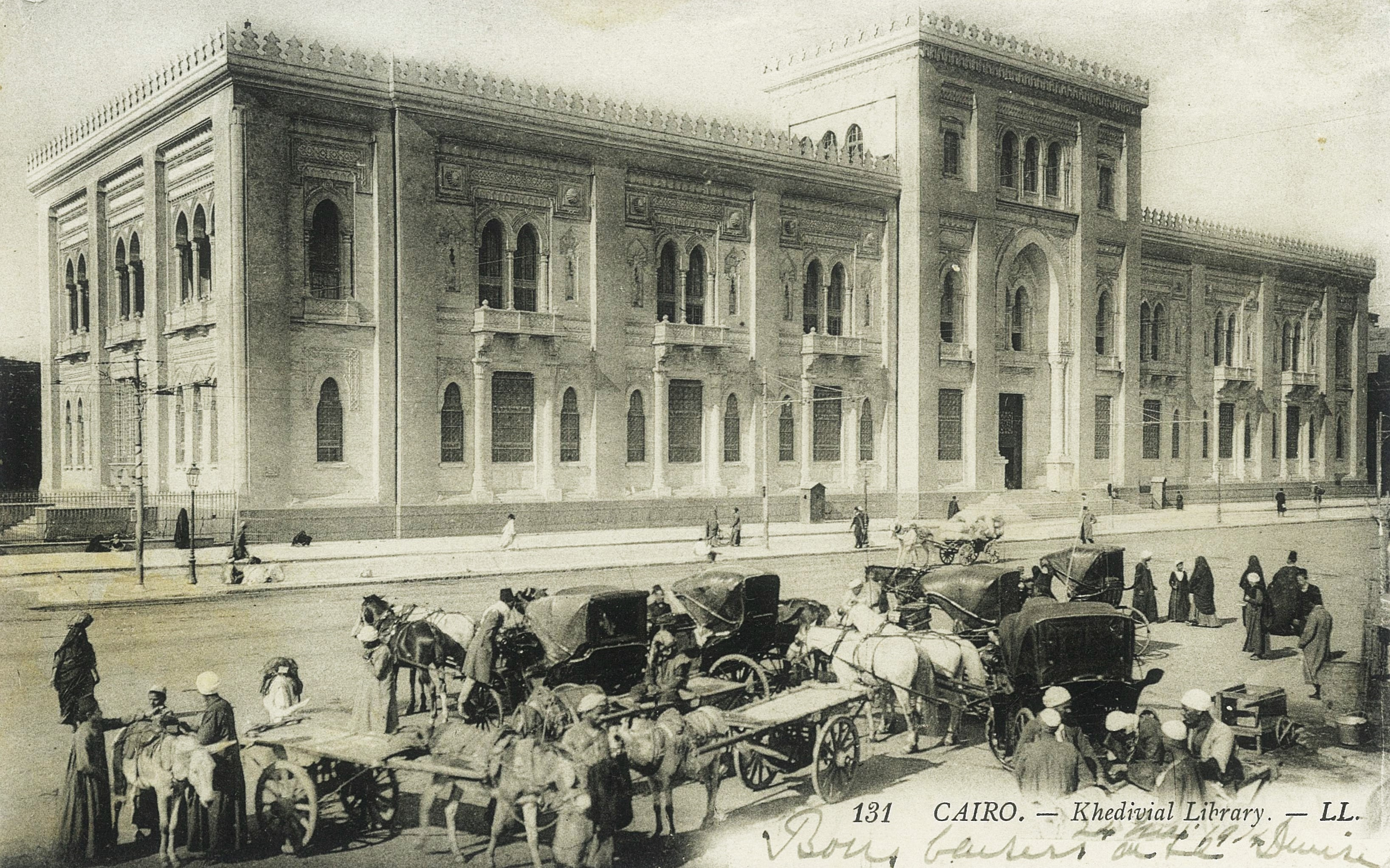
Будівля музею близько 1905 року

Музей розташований в історичному центрі Каїра й має два входи: один із північного сходу, другий — із південного сходу. Колись до першого входу вів мальовничий сад із фонтаном, який згодом ліквідовано. Вхід з боку вулиці Порт-Саїд має розкішний фасад, прикрашений витонченими орнаментами та нішами, натхненними ісламською архітектурою Єгипту різних епох. Будівля двоповерхова: на першому поверсі розташовані виставкові зали, на другому — сховища. У підвалі міститься реставраційний відділ.

## Пошкодження від вибуху
24 січня 2014 року автомобільний вибух біля штаб-квартири поліції Каїра, розташованої навпроти музею, завдав значних руйнувань будівлі та знищив багато експонатів. За оцінками, близько 20–30 % артефактів потребували реставрації. Вибух також сильно пошкодив фасад музею, знищивши складні ісламські орнаменти. Постраждала й Національна бібліотека, розташована в тій самій будівлі.

## Відновлення та повторне відкриття
Після вибуху в музеї проводили відновлювальні роботи, в ході яких більшість пошкоджених артефактів відреставрували. Музей знову відкрився у січні 2017 року.

## Колекція
Колекція музею включає артефакти з Єгипту, Північної Африки, Андалусії, Аравійського півострова та Ірану, що датуються VII—XIX століттями. Експонати правого крила музею поділено за періодами: Омейядський, Аббасидський, Айюбідський, Мамлюкський та Османський. Ліве крило музею містить експонати, розподілені за темами: наука, астрономія, каліграфія, нумізматика, кам'яні вироби та текстиль, охоплюючи різні історичні періоди.

## Галерея

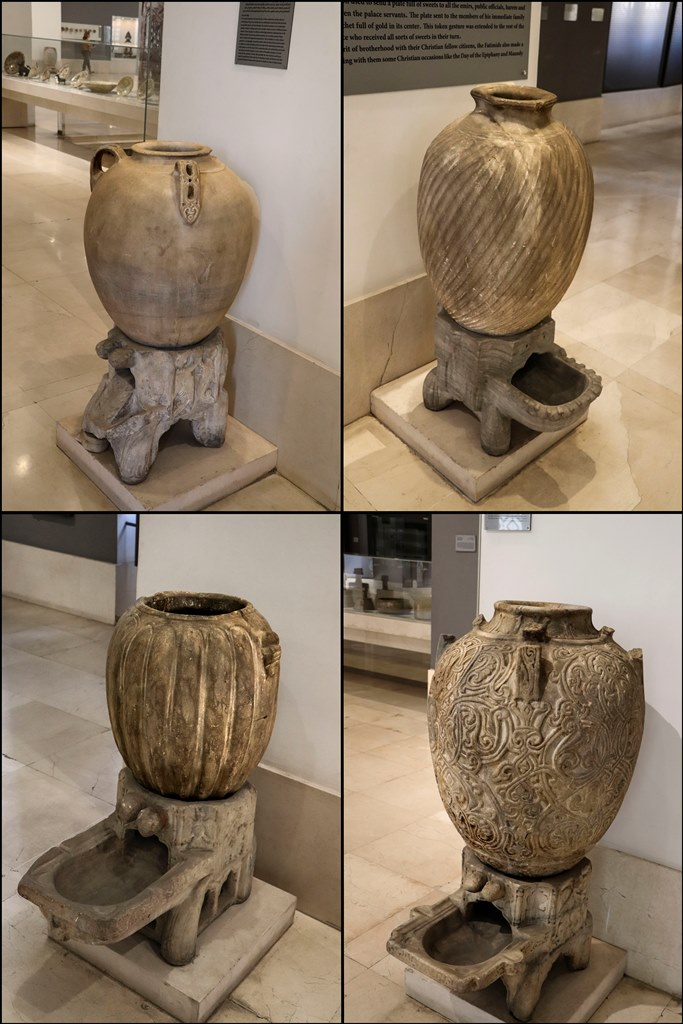
Мармурові вази та підставки з вигравіруваним орнаментом
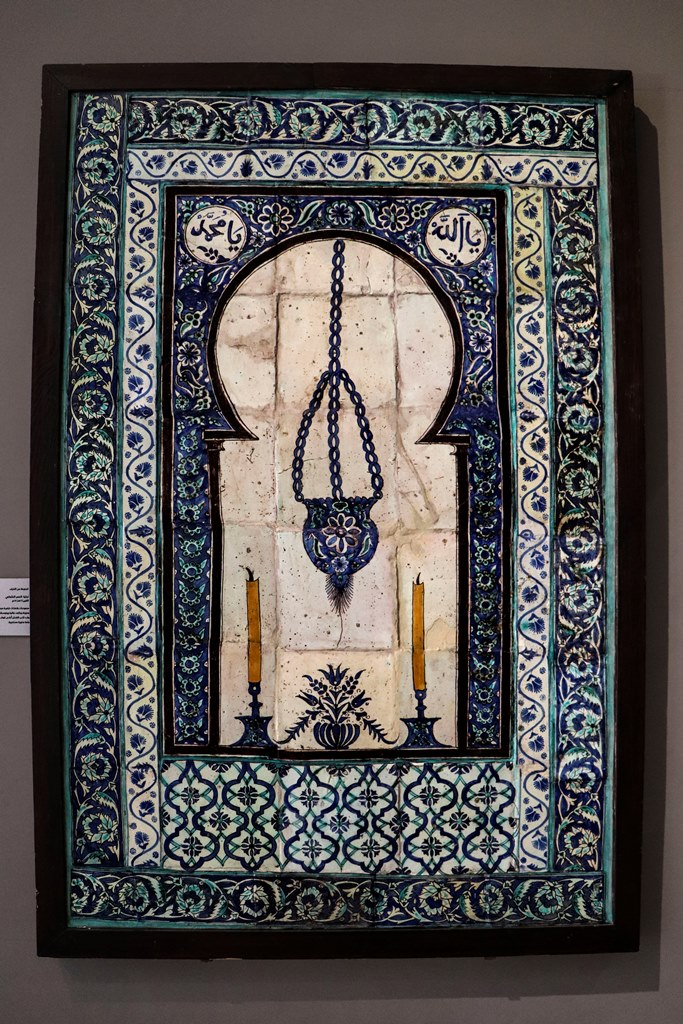
Панно з керамічної плитки з розписним підглазурним декором і прозорою глазур’ю, XVII століття
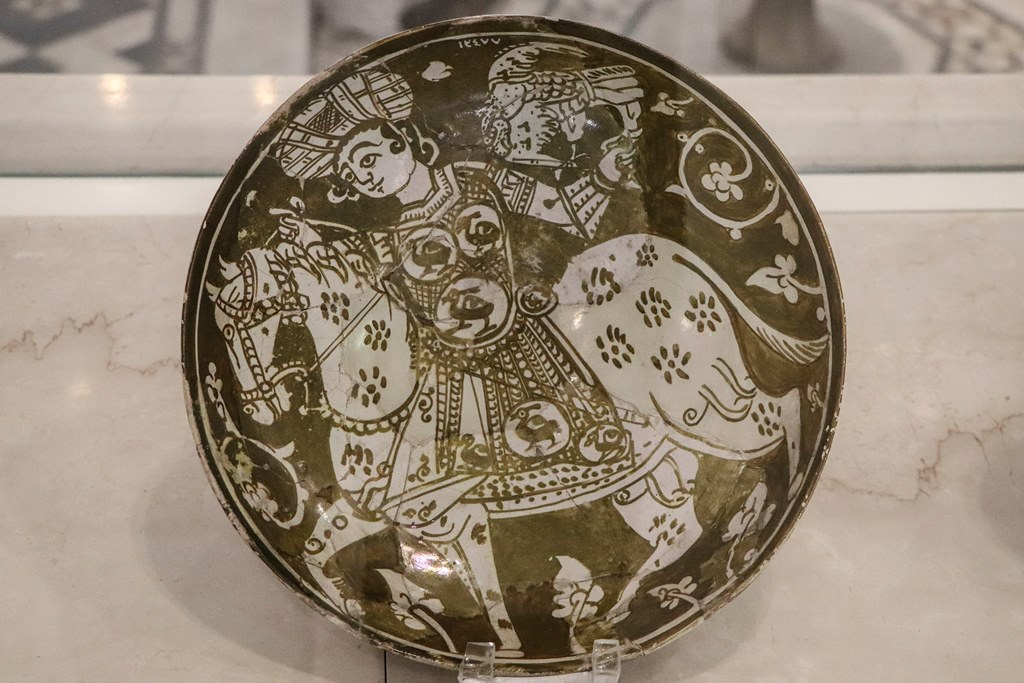
Розмальоване глянцем велике блюдо, епоха Фатімідів
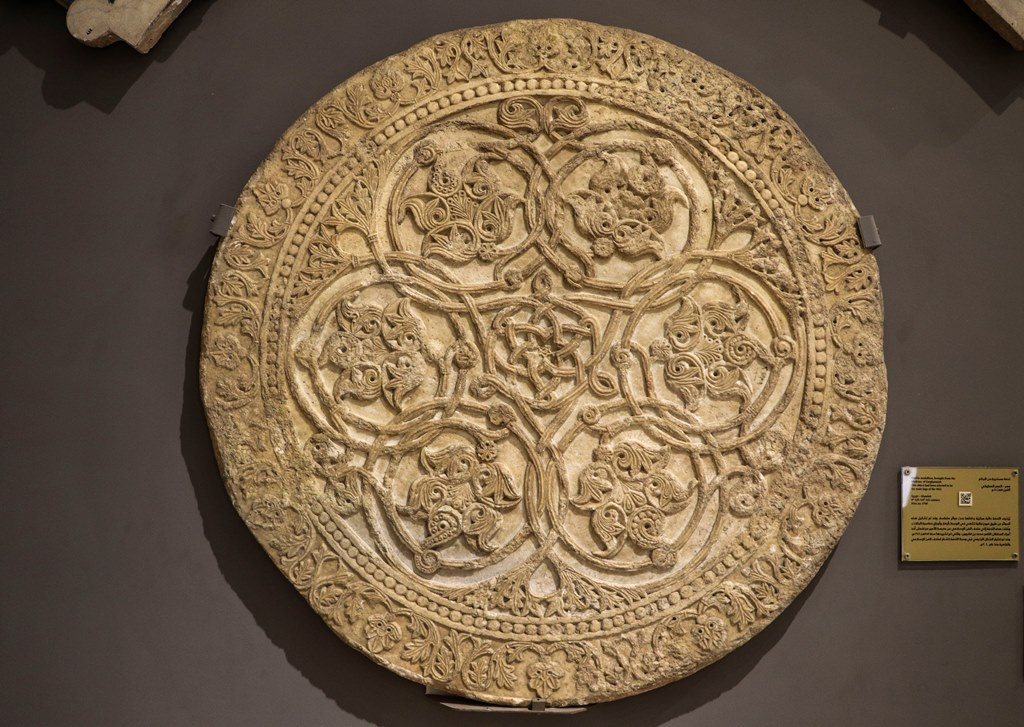
Мармуровий медальйон
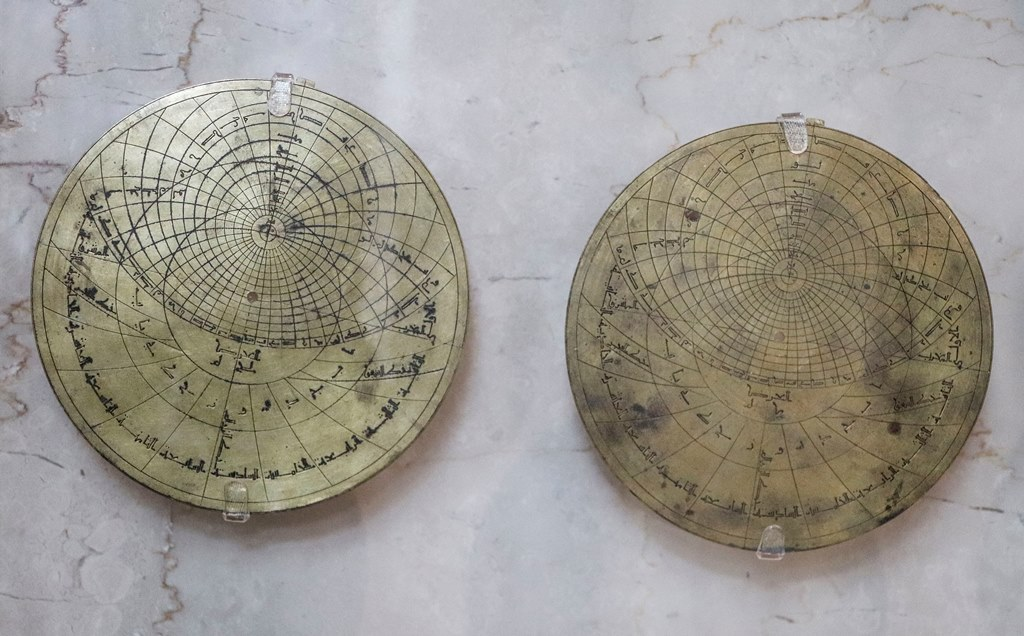
Дві астролябії з міді, XIV-XVIII століття
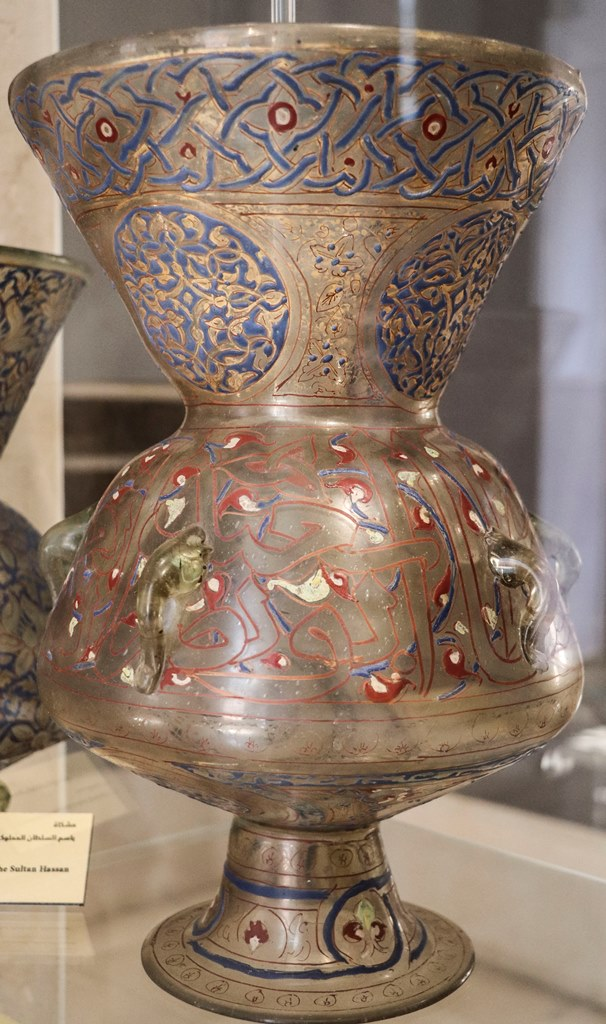
Лампа для мечеті з позолоченого й емальованого скла, період мамлюків